# Karl von Wedel
Pour les articles homonymes, voir Wedel (homonymie).
Karl Leo Julius von Wedel (5 février 1842 à Oldenbourg - 30 décembre 1919 à Stockholm) est un général et un haut fonctionnaire prussien de l'Empire allemand. Il est général de cavalerie, gouverneur de l'Alsace-Lorraine et diplomate.

## Biographie

### Ambassadeur et général
Le comte Karl von Wedel (de) est le fils du général Friedrich Wilhelm von Wedel (de) et de la baronne Bertha Sophie Amalie Pauline née von Glaubitz (de). Formé à l'école des cadets du Hanovre, il devient officier de cavalerie. Au service du royaume de Hanovre de 1859 à 1866, il participe à la guerre austro-prussienne de 1866, qui se termine par la défaite du Hanovre, allié de l'Autriche, et son annexion par le royaume de Prusse. Karl von Wedel passe au service de ce dernier et combat pendant la guerre franco-prussienne de 1870-1871 en tant qu'aide-de-camp à la brigade de cavalerie de Hesse. Il est, en 1874, aide-de-camp au 7e corps d'armée et major en 1876 au Grand État-Major général. Attaché auprès de l'armée russe pendant la guerre russo-turque de 1877-1878, il est nommé attaché militaire de l'ambassade d'Allemagne à Vienne en 1879. C'est alors qu'il reçoit le titre honorifique d'aide-de-camp de l'empereur Guillaume Ier. Il fait partie des "officiers politiques" de l'armée allemande. Karl von Wedel est le représentant de l'Empire allemand pour le règlement frontalier entre la Bulgarie et la Roumélie en 1885. Il est nommé colonel en 1886. 

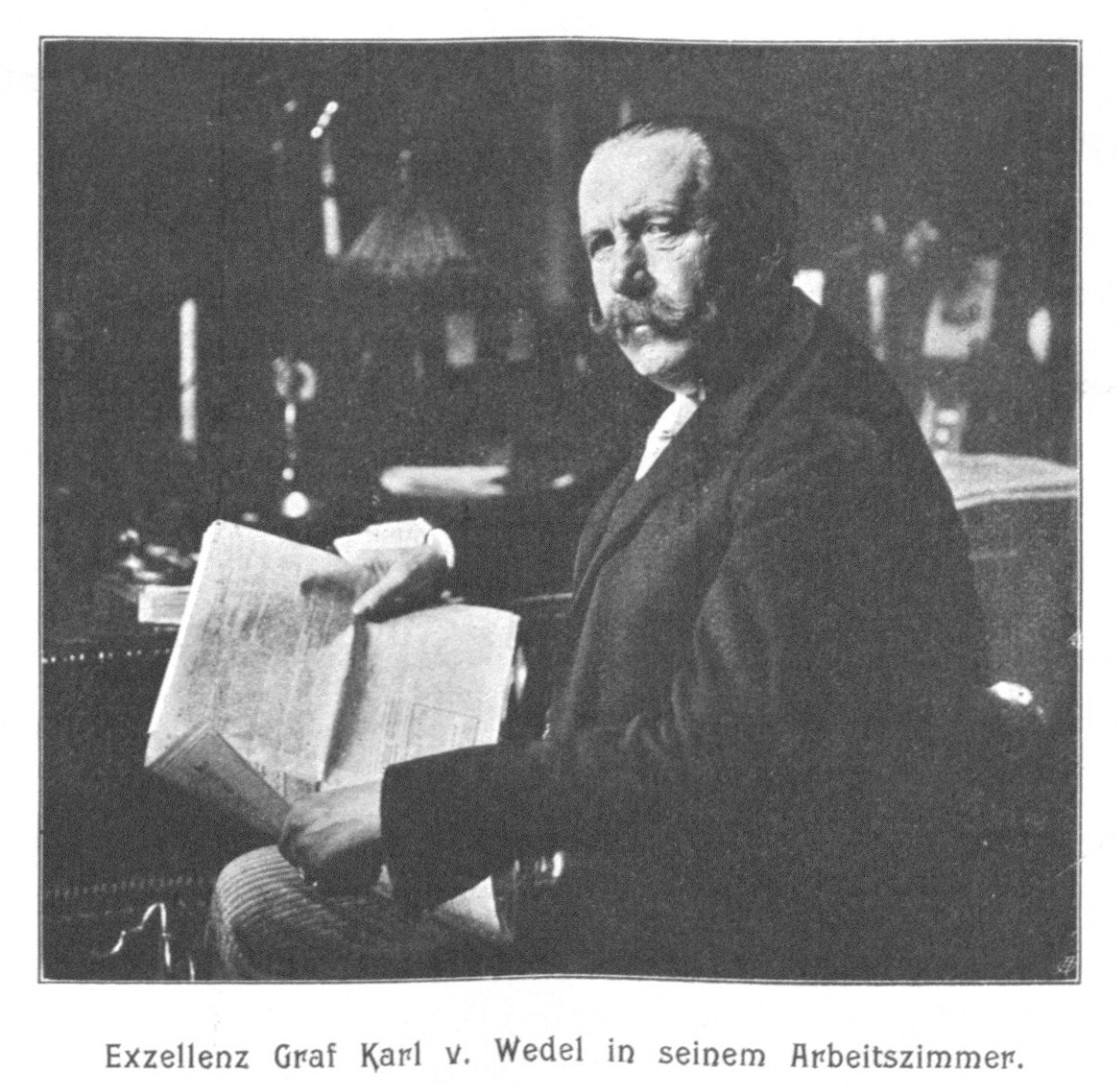
Karl von Wedel, ambassadeur à Vienne, en 1903.

Rappelé en Allemagne en 1887 pour prendre le commandement du 2e régiment d'uhlans de la Garde, il est nommé l'année suivante à la tête de la 2e brigade, puis commande la 1re brigade de cavalerie de la Garde. Promu au grade de Generalmajor en 1889, il est nommé aide-de-camp de Guillaume II. C'est à cette époque qu'il est envoyé dans différentes cours d'Europe pour y représenter l'empereur. En 1892, il est promu Generalleutnant, général de division, et envoyé en ambassade à Stockholm. Il y épouse, en octobre 1894, Stephanie de Hamilton, et établit son foyer au château de son épouse, Stora Sundby : la règle interdisant à un ambassadeur d'épouser une sujette du souverain auprès duquel il est accrédité, il doit alors renoncer à son ambassade. En 1897, il est promu au grade de General der Kavallerie à titre honorifique, avant d'être nommé gouverneur de Berlin. En 1899, il est nommé ambassadeur à Rome puis, en 1902, à Vienne, un des postes les plus importants de la diplomatie allemande.

### Statthalterd'Alsace-Lorraine
Le comte Karl von Wedel succède au prince Hermann de Hohenlohe-Langenbourg au poste de gouverneur de l'Alsace-Lorraine en 1907. Il entre en fonctions le 1er novembre. Contrairement à son prédécesseur, il entend gouverner et pas seulement régner. Il mène une politique de normalisation du statut de l'Alsace-Lorraine, défendant auprès de l'empereur et du gouvernement impérial l'octroi au Reichsland d'un Landtag (parlement) avec une chambre élue au suffrage universel direct. En 1908, il renvoie le secrétaire d'Etat Koeller, un Vieil-Allemand, pour le remplacer par l'Alsacien Hugo Zorn von Bulach, un choix approuvé par Guillaume II lors d'une visite au Haut-Koenigsbourg. Il devient la cible tant des "nationalistes allemands", partisans d'une politique de répression des velléités d'autonomie en Alsace-Lorraine, que des "nationalistes français", qui craignent que les concessions qu'il souhaite accorder au Reichsland parachèvent son assimilation à l'Empire allemand. Le 25 mai 1911, Karl von Wedel assure, au Reichstag, le vote de la constitution alsacienne-lorraine, laquelle élargit l'autonomie du Reichsland, doté d'un Landtag composé de deux chambres ; le texte sera promulgué par l'empereur le 31 mai. 

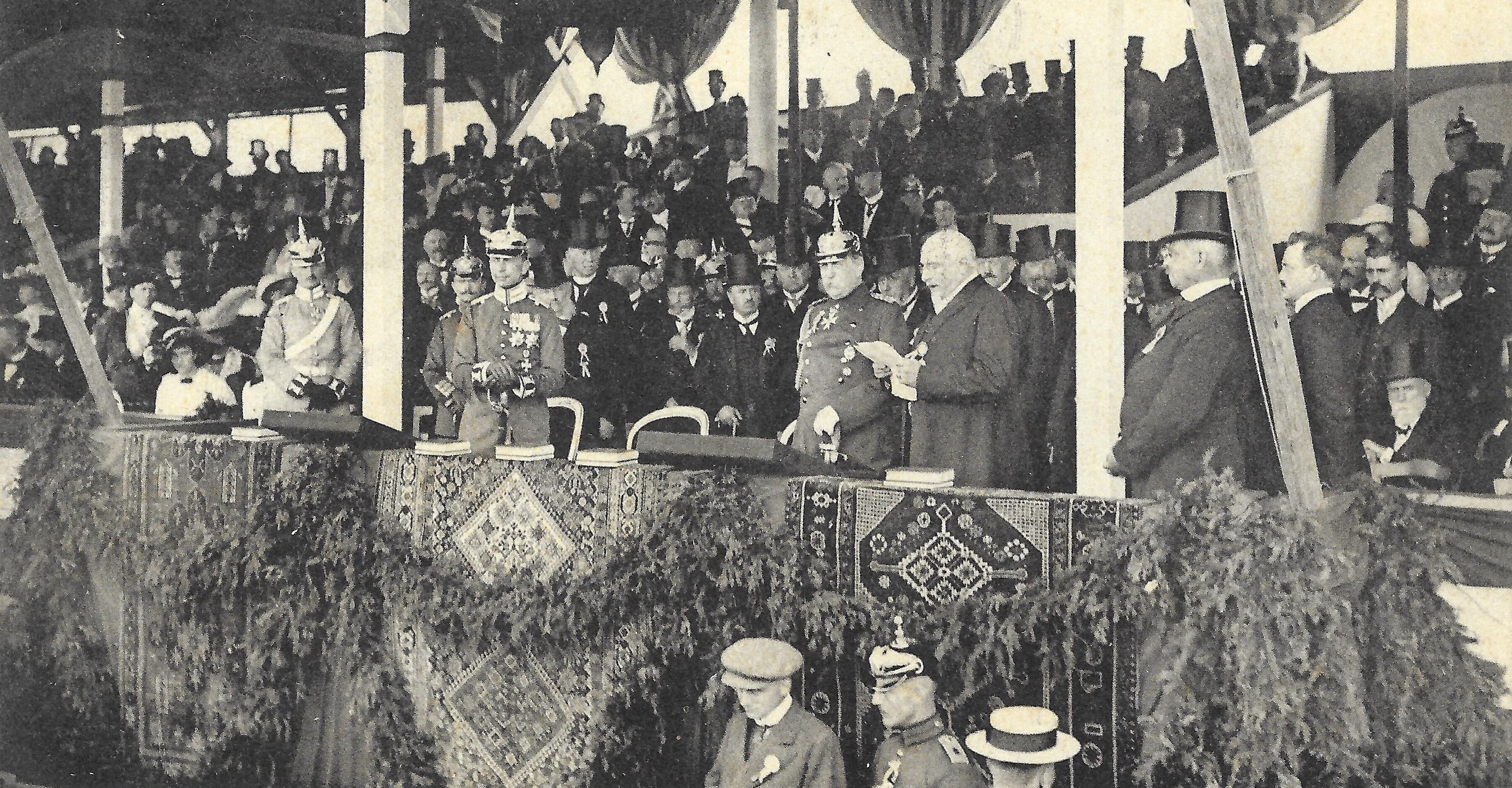
Karl von Wedel portant le casque à pointe, à côté de l'orateur, Hugo Zorn von Bulach, lors de l'inauguration d'une exposition agricole à Strasbourg en 1913.

Il faut désormais préparer l'élection, au suffrage universel direct, de la seconde chambre : on procède au découpage des circonscriptions, qui fait la part belle aux libéraux et vise l'élimination des notables de l'Union Nationale, le parti francophile fondé le 4 juin 1911. Au courant de l'été, Karl von Wedel travaille, en lien avec le chancelier Bethmann-Hollweg et Georg von Hertling, le chef des députés du Zentrum au Reichstag, à obtenir la non-intervention du clergé catholique dans la campagne électorale : "Notre alliance avec les évêques [de Strasbourg et de Metz] est quand même regrettable", écrit-il, le 14 août 1911, à son secrétaire d'Etat Hugo Zorn de Bulach, "mais pour faire face à l'Union Nationale, c'est de deux maux le moindre". Les élections ont lieu en deux tours, les 22 et 29 octobre 1911 : le Zentrum est le grand vainqueur et l'Union Nationale la grande perdante du scrutin. Le 3 décembre 1911 est publiée la liste des membres nommés de la chambre haute (appelée Sénat). Le 6 décembre 1911, le Statthalter von Wedel s'adresse aux membres des deux chambres réunies pour la séance solennelle d'ouverture de la Session au Palais de l'Empereur à Strasbourg.

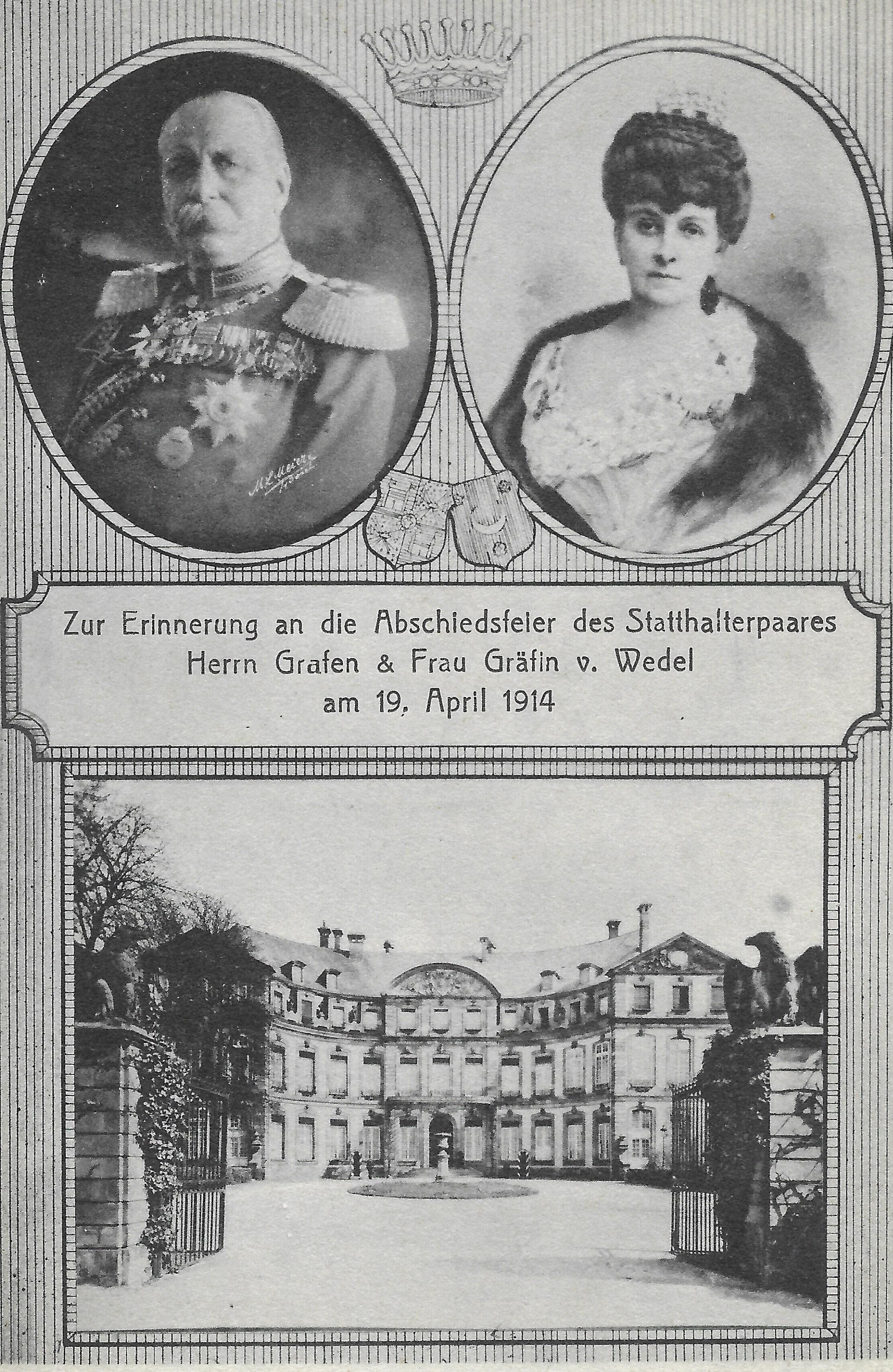
Carte postale éditée à la suite du départ du Statthalter von Wedel, 1914.

Dès 1912, la seconde chambre, aussi appelée chambre basse, pose le problème de son droit de contrôle budgétaire : à l'occasion du vote du budget de 1913, elle obtient une limitation des frais de représentation du Statthalter. Karl von Wedel doit aussi faire face aux militaires : la Cabinet militaire de l'empereur est hostile à sa politique. Lorsqu'éclate, en novembre 1913, ce qu'on appellera l'affaire de Saverne, opposant un lieutenant à des recrues alsaciennes, puis à la population savernoise, Karl von Wedel demande des sanctions exemplaires contre le haut-commandement militaire, mais, le 2 décembre 1913, Bethmann-Hollweg désavoue son gouvernement. Le Statthalter présente sa démission, mais l'empereur la refuse. Le colonel von Reuter, commandant du régiment incriminé, est traduit en Conseil de Guerre. Mais son acquittement est un nouveau désaveu pour le gouvernement civil d'Alsace-Lorraine. Le 28 janvier 1914, le secrétaire d'Etat Hugo von Bulach et les sous-secrétaires Mandel, Petri et Koehler remettent leur démission au Statthalter, lequel accepte de rester encore quelques mois en fonctions, en attendant qu'on lui trouve un successeur.  Le 19 avril 1914, Karl von Wedel est remplacé par Johann von Dallwitz, en même temps qu'il est élevé à la dignité princière. 

### A nouveau diplomate pendant la Première Guerre mondiale
Après son départ d'Alsace-Lorraine, le prince von Wedel se retire en Suède. Pendant la Première Guerre mondiale, il reçoit des missions diplomatiques spéciales, à Vienne et à Bucarest. Il plaide notamment, en 1916, pour une paix négociée et contre la guerre sous-marine. Karl von Wedel décède peu après la fin du conflit, le 30 décembre 1919.